# Finał Pucharu Polski w piłce nożnej 1971
Finał Pucharu Polski w piłce nożnej 1971 – mecz piłkarski kończący rozgrywki Pucharu Polski 1970/1971 oraz mający na celu wyłonienie triumfatora tych rozgrywek, który został rozegrany 27 czerwca 1971 roku na Stadionie Śląskim w Chorzowie, pomiędzy Górnikiem Zabrze a Zagłębiem Sosnowiec. Trofeum po raz 5. wywalczył Górnik Zabrze, a ponieważ zdobyła w sezonie 1970/1971 również mistrzostwo Polski, Zagłębie Sosnowiec uzyskało tym samym prawo gry w Pucharze Zdobywców Pucharów 1971/1972.

## Droga do finału
| Górnik Zabrze | Górnik Zabrze    | Górnik Zabrze | Runda       | Zagłębie Sosnowiec | Zagłębie Sosnowiec | Zagłębie Sosnowiec |
| Data          | Przeciwnik       | Wynik         | Runda       | Data               | Przeciwnik         | Wynik              |
| ------------- | ---------------- | ------------- | ----------- | ------------------ | ------------------ | ------------------ |
| 28.10.1970    | Wawel Kraków     | 2:0           | 1/16 finału | 31.10.1970         | Dąb Dębno          | 6:3                |
| 06.12.1970    | Stal Rzeszów     | 4:2           | 1/8 finału  | 29.11.1970         | Zagłębie Wałbrzych | 3:0                |
| 07.03.1971    | Gwardia Warszawa | 3:1           | Ćwierćfinał | 06.03.1971         | Legia Warszawa     | 4:1                |
| 14.03.1971    | Gwardia Warszawa | 1:2           | Ćwierćfinał | 14.03.1971         | Legia Warszawa     | 0:0                |
| 10.04.1971    | Ruch Chorzów     | 1:1           | Półfinał    | 10.04.1971         | GKS Katowice       | 2:0                |
| 12.04.1971    | Ruch Chorzów     | 1:1 k. 2:1    | Półfinał    | 12.04.1971         | GKS Katowice       | 2:1                |

## Tło
W finale rozgrywek zmierzyli się ze sobą świeżo upieczony mistrz Polski Górnik Zabrze i Zagłębie Sosnowiec, które dzięki awansie do finału oraz zdobyciu przez swojego rywala mistrzostwa Polski zapewniło sobie udział w Pucharze Zdobywców Pucharów 1971/1972. Faworytem meczu był zdecydowanie Górnik Zabrze.

## Mecz

### Przebieg meczu
Mecz odbył się 27 czerwca 1971 roku na Stadionie Śląskim w Chorzowie. Sędzia głównym spotkania był Stanisław Eksztajn. W 27. minucie piłka odbita rykoszetem od jednego z zawodników drużyny Zagłębiaków trafiła do zawodnika Górnika Zabrze, Władysława Szaryńskiego, który idealnie podał do środka do pilnowanego Jerzego Wilima, który główką strzelił pierwszą bramkę meczu, a w 31. minucie ten sam zawodnik, po faulu Józefa Zawadzkiego na Janie Banasiu wykonał rzut wolny, z którego precyzyjnym uderzeniem podwyższył wynik na 2:0.
W 37. minucie po kontrataku Wiesława Ambrożego do Zbigniewa Seweryna, który strzałem z woleja w pełnym biegu zdobył gola na 2:1.
W 43. minucie po świetnym ograniu defensywy drużyny Zagłębiaków oraz bramkarza Jerzego Patołę przez Huberta Skowronka oraz po jego podaniu Jerzy Wilim bez problemów zdobywa gola na 3:1, tym samym ustalając wynik meczu.

### Szczegóły meczu
| 27 czerwca 1971 17:00 | Górnik Zabrze · Wilim 27' (głową), 31', 43' | 3:1Raport | Zagłębie Sosnowiec · 37' Seweryn | Stadion Śląski, Chorzów Widzów: 3 000 Sędzia: Stanisław Eksztajn (Warszawa) |
|                       |                                             |           |                                  |                                                                             |

| Górnik Zabrze |  |                     |
|               |  |                     |
|               |  |                     |
| BR            |  | Jan Gomola          |
| OB            |  | Jan Wraży           |
| OB            |  | Jerzy Gorgoń        |
| OB            |  | Stanisław Oślizło   |
| OB            |  | Henryk Latocha      |
| PO            |  | Zygfryd Szołtysik   |
| PO            |  | Erwin Wilczek       |
| PO            |  | Hubert Skowronek    |
| PO            |  | Jan Banaś           |
| NA            |  | Jerzy Wilim         |
| NA            |  | Władysław Szaryński |
| Trener:       |  |                     |
| Ferenc Szusza |  |                     |

| Zagłębie Sosnowiec |  |                  |
|                    |  |                  |
| BR                 |  | Jerzy Patoła     |
| OB                 |  | Jan Leszczyński  |
| OB                 |  | Roman Bazan      |
| OB                 |  | Eugeniusz Szmidt |
| OB                 |  | Józef Zawadzki   |
| PO                 |  | Paweł Adamczyk   |
| PO                 |  | Józef Gałeczka   |
| PO                 |  | Wiesław Ambroży  |
| PO                 |  | Zbigniew Seweryn |
| NA                 |  | Andrzej Jarosik  |
| NA                 |  | Józef Kowalczyk  |
| Trener:            |  |                  |
| Ferenc Farsang     |  |                  |

| Puchar Polski w piłce nożnej 1970/1971 Zwycięzcy |
| ------------------------------------------------ |
| Górnik Zabrze 5. Tytuł                           |

## Po meczu
Triumfatorem rozgrywek został po raz czwarty z rzędu Górnik Zabrze. Chwilę po zakończeniu meczu prezes PZPN, Wiesław Ociepka, w towarzystwie sekretarza Komitetu Katowickiego PZPR, Wiesława Kiczana oraz przewodniczącego Wydziału Ligi, Wilhelma Bąka wręczył kapitanowi, Stanisławowi Ośliźle okazałe trofeum.